# Дадзай Осаму
Шуджи Цусима (на японски: 津 島 修治 Tsushima Shūji) е виден японски писател на произведения в жанра драма. Пише под псевдонима Дазай Осаму (на японски: 太 宰 治 Dazai Osamu).

## Биография и творчество
Шуджи Цусима е роден на 19 юни 1909 г. в Канаги, Аомори, Япония, в многолюдно семейство. Баща му е богат земевладелец и член на японската Камара на съветниците през периода Мейджи. Цусима отраства там в периода 1909-1923 г. Баща му умира от рак през 1923 г., след което семейството се премества в град Аомори, където Цусима завършва гимназия.
През 1927 година той постъпва в литературния отдел на университета в Хиросаки. Следващата година прави редакции за студентски публикации, заедно със свои приятели издават литературно списание и сам пише няколко разказа. Впоследствие става редактор на изданията на университета. След самоубийството на писателя Рюноске Акутагава, който му е идол, започва да пренебрегва следването си и изразходва по-голямата част от издръжката си за дрехи, алкохол и гейши. На 10 декември 1929 г. прави първия си опит за самоубийство. След възстановяването си завършва през 1930 г.
През 1930 г. се записва във френския литературен отдел на Токийския императорски университет, но не започва да учи. През октомври бяга с гейшата Хацуйо Ояма, но семейството му се противопоставя на брака. Той изпада в депресия и прави опит да се самоубие заедно с друга жена. Жената се удавя, но той е спасен от риболовна лодка. След възстановяването си през декември се жени за Хацуйо Ояма. Скоро след това е арестуван за участие в забранената Японска комунистическа партия. След намесата на по-големия му брат, който отговаря за финансирането от страна на семейството, е освободен и обещава да продължи обучението си.
В следващите години започва да пише усилено и с помощта на писателя Масуджи Ибусе да публикува творбите си. Първият му разказ „列車Ressha“ (Влак) е публикуван през 1933 г. под псевдонима Дадзай Осаму. Разказът е в автобиографичния стил, който по-късно стана негова характерна черта. Първата му книга „Omoide“ (Мемоари) е издадена през 1933 г.
През 1935 г. става ясно, че няма да завърши висше образование. Не успявайки да получи работа във вестник в Токио, той завършва сборника си „晩年 Bannen“ (Последните години) и прави пореден опит да се самоубие чрез обесване на 19 март 1935 г.
След този опит получава остър апендицит и е хоспитализиран. Лечението му става с използването на лекарства на базата на морфина и той придобива наркотична зависимост. В продължение на година безуспешно се лекува самостоятелно и накрая постъпва за лечение в психична клиника. След едномесечно лечение той се възстановява, но през това време съпругата му му изневерява с негов приятел. След разкритието на изневярата двамата правят неуспешен опит за самоубийство с хапчета за сън, след което се развеждат през 1937 г.
През 1939 г. се жени за учителката в средното училище Мичико Ишихара. Имат три деца – Соноко (1941), Масаки (1944) и Сатоко (1947).
По време на Тихоокеанската война не е мобилизиран поради заболяване от туберкулоза. Въпреки ограниченията на цензурата той успява да публикува произведенията си. Някои от произведенията му са преразказани истории на средновековния поет Ихара Сайкаку и редица стари японски приказки. Къщата му е изгорена на два пъти при американските въздушни нападения срещу Токио, но семейството се спасява в Канаги.
След края на войната, през 1946 г. се връща в Токио. В Токио пише романа си „Залязващото слънце“ изобразяващ упадъка на японското благородство след Втората световна война. За него използва вдъхновение от дневника на Шизуко Ота, с която има извънбрачна връзка и извънбрачна дъщеря – Харуко (1947).
През 1947 г. среща вдовицата Томи Ямадзаки и се премества да живее при нея. Пише романа си „Провалът на човека“, квазиавтобиография, изобразява млад, саморазрушаващ се мъж, виждащ себе си като дисквалифициран от човешката раса. През пролетта на 1948 г. започва да пише последната си книга „Сбогом“.
Времето на 30-те и 40-те години са неговият най-плодовит творчески период. С полуавтобиографичен стил и прозрачност в личния си живот, той развива редица важни теми за човешката природа, психичните заболявания, социалните отношения и следвоенната Япония. Редица от най-популярните му творби като „Залязващото слънце“ „Провалът на човека“ се считат за съвременна класика в Япония. Тъжният и фин смях, безцелният мрак на едно безсмислено всекидневие, необяснимата любов и изненадващата човечност, са причина да бъде причисляван към декадентското течение в литературата.
Шуджи Цусима се удавя на 13 юни 1948 г. заедно с Томи Ямадзаки в препълнения от валежите дъждовен канал Тамагава, в близост до къщата му, в Токио. Телата им са открити чак след 6 дни. Смъртта му е определена като самоубийство и не е разследвана. Погребан е в храма Зенрин-джи, в Митака, префектура Токио.
След смъртта му родната къща на писателя е продадена и превърната в риокан (малък традиционен хан) с малък музей. През 1998 г. сградата е изцяло възстановена в първоначалния си вид и е отворена като Мемориален музей на Дадзай Осаму.
Издателство „Chikumashobo“ и община Митака, учредяват през 1965 г. на негово име ежегодна литературна награда за непубликуван кратък разказ от непризнат автор.

## Произведения
частична библиография
- 思い出 Omoide (1933)
- 道化の華 Dōke no Hana (1935)
- 虚構の春 Kyokō no Haru (1936)
- 晩年 Bannen (1936)
- 二十世紀旗手 Nijusseiki Kishu (1937)
- 富嶽百景 Fugaku Hyakkei (1939)
- 女生徒 Joseito (1939)
- 女の決闘 Onna no Kettō (1940)
- 駈込み訴へ Kakekomi Uttae (1940)
- 走れメロス Hashire Merosu (1940)
- 新ハムレット Shin-Hamuretto (1941)
- 正義と微笑 Seigi to Bisho (1942)
- 右大臣実朝 Udaijin Sanetomo (1943)
- 津軽 Tsugaru (1944)
- パンドラの匣 Pandora no Hako (1945)
- 新釈諸国噺 Shinshaku Shokoku Banashi (1945)
- 惜別 Sekibetsu (1945)
- お伽草紙 Otogizōshi (1945)
- 冬の花火 Fuyu no Hanabi (1946) – пиеса
- ヴィヨンの妻 Viyon No Tsuma (1947)
- 斜陽 Shayō (1947)
Залязващото слънце, изд.: „Народна култура“, София (1990), изд. „Пайпърмил Букс“ (2022), прев. Цветана Кръстева
Залязващото слънце, изд. „Пайпърмил Букс“ (2022), прев. Гергана Дечева
- 如是我聞 Nyozegamon (1948)
- 桜桃 Ōtō (1948)
- 人間失格 Ningen Shikkaku (1948)
Провалът на човека и други произведения, изд. „Алтера“ (2011), прев. Албена Тодорова
Дисквалифициран като човек, изд. „Пайпърмил Букс“ (2022), прев. Гергана Дечева
- グッド・バイ Guddo-bai (1948) – незавършена

### Екранизации
- 1944 Yottsu no kekkon – сюжет
- 1949 Goodbye
- 1963 Mashiroki Fuji no ne – сюжет
- 1966 Kiganjô no bôken – по разказа „Hashire Merosu“
- 2009 Shayô
- 2009 Viyon no tsuma – по разказа
- 2009 Pandora no hako
- 2009 Aoi Bungaku Series – ТВ мини-серия
- 2010 Ningen shikkaku
- 2010 Bungo: Nihon bungaku shinema – ТВ сериал, 2 епизода
- 2010 Ayashiki bungô kaidan – ТВ сериал, 1 епизод, по романа „Ōtō“
- 2010 Dazai osamu tanpen shôsetsu shû 3 – ТВ сериал, 3 епизода, по разкази
- 2012 ... Hiro! Fujihiro!
- 2013 Joseito 1936
- 2019 Ningen Shikaku